# Ramersdorf-Perlach
Ramersdorf-Perlach est un des vingt-cinq secteurs de la ville allemande de Munich.

## Lieux
- L'Ostpark, parc de 56 hectares ouvert en 1973.
- Musée MVG, musée des Transports en commun de Munich, ouvert en 2007.